# The Exchange–SOHO
The Exchange–SOHO est un gratte-ciel de 217 mètres construit en 2005 à Shanghai en Chine. 